# Katarzyna Wójtowicz
Katarzyna Wójtowicz z domu Wróbel (ur. 12 lutego 1985) – polska judoczka.
Zawodniczka klubów: KS Błękitni Tarnów (1997-2005), WKS Śląsk Wrocław (2006-2012). Brązowa medalistka zawodów pucharu świata w Tampere 2005. Brązowa medalistka mistrzostw Europy juniorów 2004. Mistrzyni Polski seniorek 2007 i  dwukrotna wicemistrzyni Polski w kategorii do 78 kg (2009, 2010) oraz czterokrotna brązowa medalistka (2006 - kat do 70 kg, 2006 - kat. open, 2008 - kat. do 78 kg, 2010 - kat. open). Ponadto m.in. dwukrotna mistrzyni Polski juniorek (2003, 2004).